# Trichophthalma ruficosta
Trichophthalma ruficosta är en tvåvingeart som beskrevs av M. Josephine Mackerras 1925. Trichophthalma ruficosta ingår i släktet Trichophthalma och familjen Nemestrinidae. Inga underarter finns listade i Catalogue of Life.